# Fischlandschmuck

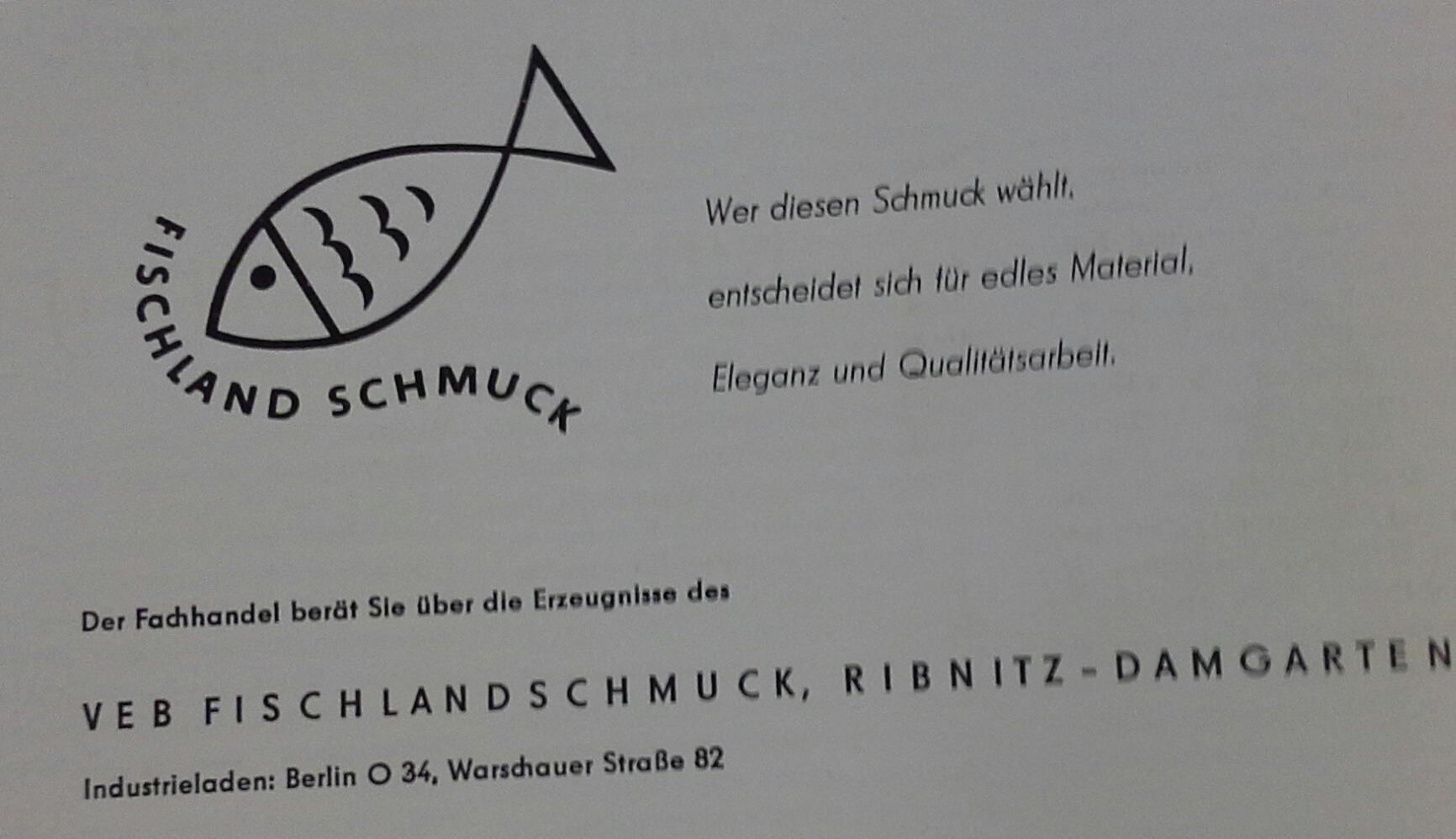
Werbeanzeige in der Zeitschrift Bildende Kunst 1957.

Fischlandschmuck-Arbeiten sind Schmuck- und kunsthandwerkliche Gebrauchsgegenstände, die das Unternehmen Georg Kramer jun. seit 1938 produzierte, das Walter Kramer bis 1947/1948 in Ribnitz und nach seiner Flucht in Travemünde betrieb. Kramer wurde in der Sowjetischen Besatzungszone enteignet. Das Unternehmen wurde als VEB Fischlandschmuck weitergeführt. Nachdem Kramer einen Patentstreit gewonnen hatte, wurde es in VEB Ostseeschmuck umfirmiert. 1992 erfolgte dessen Privatisierung und die Gründung der Ostseeschmuck GmbH. Seit 2009 hat eine Ribnitzer Bernsteingalerie die Markenrechte inne.
Charakteristisch für den Fischlandschmuck sind die Verwendung eines oder mehrerer Naturbernsteine und ihre handgefertigte Einfassung aus Silber mit teilweise plastisch und filigran applizierten maritimen Motiven wie Fischen, Seesternen, Ankern oder Segelschiffen. Zur Kollektion zählten Ringe, Armbänder, Halsketten, Broschen, ferner Löffel, Vorlegegabeln, Tortenheber, Serviettenringe. Die Applikationen wurden manuell aufgelötet, im Gegensatz zu den Produkten der Ostsee-Schmuck, die üblicherweise nur im Ganzen gegossen wurden. Die Arbeiten der Kramer-Manufaktur unterscheiden sich durch die qualitativ sehr hochwertige Verarbeitung von der Massenproduktion des DDR-Betriebs der Ostsee-Schmuck.